# Nas Ondas da Fé
Nas Ondas da Fé é um filme de comédia brasileiro de 2023 dirigido por Felipe Joffily. Estrelado por Marcelo Adnet, Letícia Lima, Otávio Müller e Thelmo Fernandes, o filme retrata uma sátira às igrejas neopentecostais, em especial no que diz respeito às estratégias lucrativas de capitalização de recursos financeiros a partir da fé dos seguidores da religião.
Nas Ondas da Fé é produzido pela Casé Filmes, em coprodução com a Globo Filmes e distribuição da Imagem Filmes. A sua estreia ocorreu em 12 de janeiro de 2023 no Brasil, sendo o primeiro filme nacional do ano lançado no circuito comercial. O filme recebeu respostas mistas dos críticos, que elogiaram o desempenho de Marcelo Adnet, pontuando sua versatilidade ao encarnar diferentes tons em várias personalidades, mas destacaram negativamente o desenvolvimento do enredo e roteiro, sendo considerado um filme "estranho" e "fora do tom".

## Enredo
Hickson (Marcelo Adnet) vivia de bico, correndo de um lado para o outro para faturar o sustento. Seu único grande feito na vida tinha sido conquistar sua esposa Jéssika (Letícia Lima), cabeleireira evangélica e sua namorada desde a infância. Os dois levam uma vida sem grandes perspectivas no subúrbio carioca, até que Hickson consegue um emprego numa rádio evangélica. Com sorte, talento e a ajuda de Jéssika, em pouco tempo se torna pastor e tem uma ascensão meteórica na igreja. Só que com a fama e o dinheiro vêm sempre junto a inveja. E agora Hickson?  

## Elenco
- Marcelo Adnet como Hickson  [8]
- Letícia Lima como Jéssika
- Otávio Müller como Edgar Pacheco
- Thelmo Fernandes como Apostolo Adriano
- Tonico Pereira como Apostolo David
- Marcos Veras como Apostolo Welderley
- Stepan Nercessian como Apostolo Siqueira
- Nando Cunha como Apostolo Manfredo
- Débora Lamm como Apostola Deborah
- Gregório Duvivier como Greg (Maitre)
- Márcio Vito como Paraná
- Fernando Caruso como Nando (O Negociador)
- Roberta Rodrigues como Maria Ester
- Guida Vianna como Dona Esperança
- Ernani Moraes como Ney Silas
- Elisa Lucinda como Bispa Maura
- Eduardo Sterblitch como Fiel
- Paulinho Serra como Detento 001
- Rafael Queiroga como Detento 002
- Xando Graça como Detento 003

## Produção

### Desenvolvimento
A concepção do filme teve início em 2014 por Marcelo Adnet e o produtor Augusto Casé. Lusa Silvestre foi convidado para colaborar na escrita do roteiro, enquanto que Felipe Joffily assina a direção. Em entrevista para Meio Amargo, Silvestre mencionou que como forma de preparação para a escrita do roteiro do filme, ele passou a ouvir diversas rádios evangélicas para que os diálogos fossem os mais respeitosos possíveis. Ao todo, o processo de criação do roteiro durou quatro anos. A principio o longa foi filmado sob o título de O Pulo do Gato e teve Tá Amarrado também como nome provisório que mais tarde foi alterado para o título oficial. Marcelo Adnet, além de protagonizar o filme, trabalhou também na escrita do roteiro e na produção.

### Filmagens
As gravações de Nas Ondas da Fé começaram a ser filmadas em março de 2018, cinco anos antes do lançamento do filme.

## Lançamento
A estreia de Nas Ondas da Fé nos cinemas do Brasil ocorreu em 12 de janeiro de 2023. O lançamento do filme foi impedido anteriormente por conta das consequências da pandemia de COVID-19, que fechou as salas de cinema.

## Recepção

### Bilheteria
Nas Ondas da Fé obteve um desempenho comercial mediano. De acordo com dados da Ancine, o filme permaneceu em cartaz durante 36 dias, sendo realizadas 7.239 sessões de exibição. Ao todo, foi assistido por 36.194 pessoas no tempo em que esteve nos cinemas, somando uma receita de R$ 683.869,07.

### Resposta dos críticos

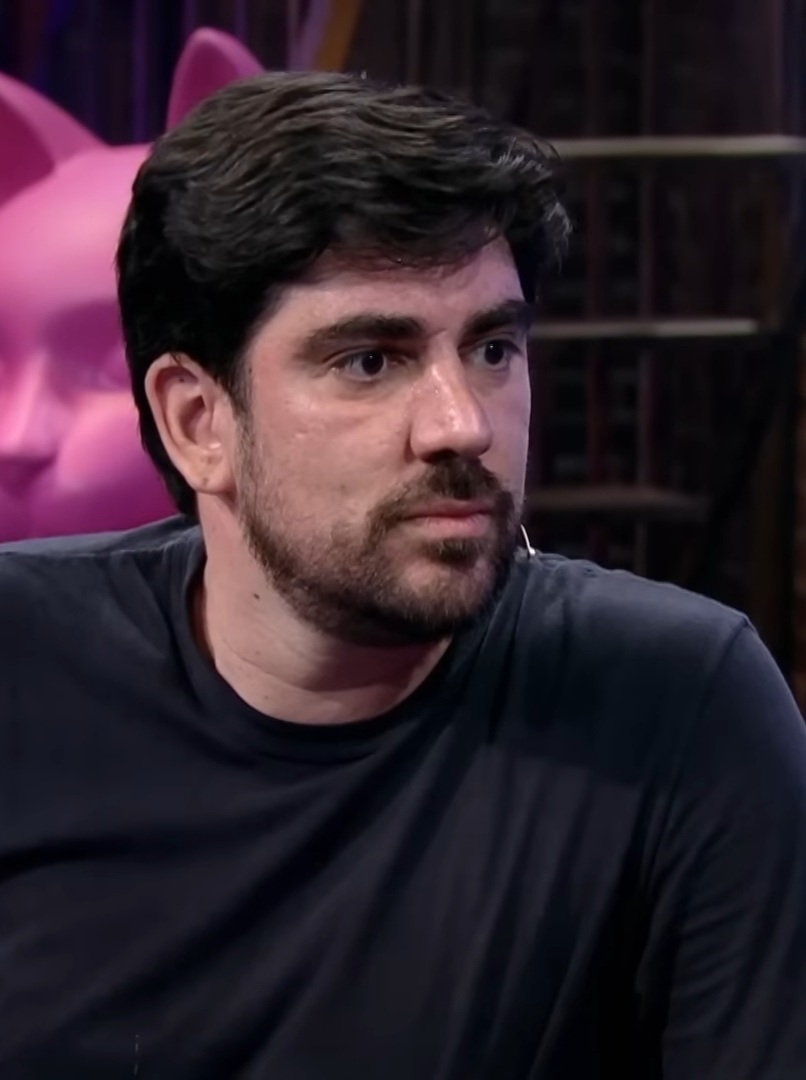
A performance de Marcelo Adnet foi apontada como um dos pontos altos do filme.

Nas Ondas da Fé teve uma repercussão mediana entre os críticos especializados. Escrevendo para o website CinePOP, Janda Montenegro destacou a atuação e o talento de Marcelo Adnet como protagonista do filme: "Adnet está simplesmente hilário, mostrando toda sua versatilidade em imitar a voz de diversas personalidades. Nas Ondas da Fé é ele todinho, que, com seu talento, carrega o filme com leveza e profundidade de maneira respeitosa aos evangélicos, terminando com sua mensagem final, que é também a do filme: Deus é você."
O crítico Matheus Mans, do website Esquina da Cultura, escreveu que o filme tem um desenvolvimento inconsistente: "Fica a sensação de que Nas Ondas da Fé foi escrito e pensado para um propósito, no meio do caminho virou outra coisa e, agora, chega aos cinemas um Frankenstein, uma mistura de ideias que não se complementam, apenas se contradizem. Pior de tudo é que fica a sensação que poderia ser um filme realmente bom, seguindo pelo caminho dramático ou de comédia mesmo. Só que ficar em cima do muro, como ficou, não dá em nada. Apenas resulta numa trama apática."

Já André Zuliani, do website Tangerina, escreveu negativamente sobre o desempenho do elenco do filme: "Embora a presença de Adnet assegure alguns risos, o restante do elenco mal consegue acompanhar o seu protagonista. Igualmente talentosa, Letícia Lima acaba ficando restrita a algumas poucas tiradas, o que dá a impressão de que todos os momentos mais engraçados de Nas Ondas da Fé já estavam no trailer."